# Ghartschak-Gefängnis

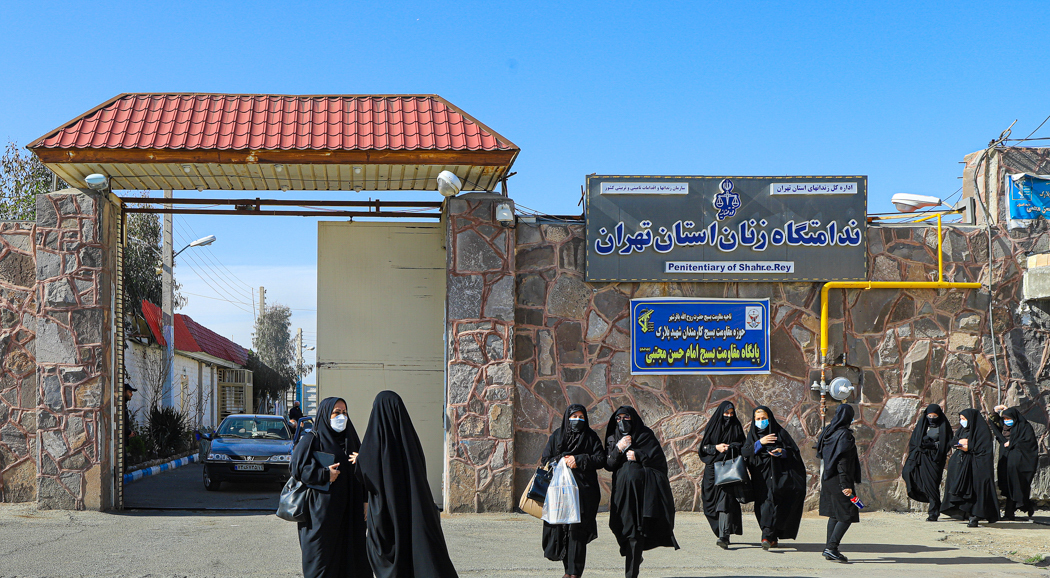
Eingang des Ghartschak-Frauengefängnisses (Qarchak Prison), 2021

Das Ghartschak-Gefängnis (persisch: زندان قرچک, englisch Qarchak Prison) ist eine Justizvollzugsanstalt für Frauen in Ghartschak bei Waramin in der Provinz Teheran, Iran. Es ist eines der bekanntesten Frauengefängnisse des Landes und steht aufgrund zahlreicher Berichte über Haftbedingungen und Menschenrechtsverletzungen in der Kritik.
Die Anlage wurde ursprünglich nicht als Gefängnis konzipiert, sondern diente Berichten zufolge als Viehzuchtanlage, bevor sie in ein Gefängnis umgewandelt wurde. Seit ihrer Umwidmung wird die Einrichtung vom iranischen Justizsystem zur Inhaftierung weiblicher Straf- und Sicherheitsgefangener genutzt, darunter auch zahlreiche politische Gefangene wie die Anwältin Soheila Hejab.
Viele während der Proteste im Iran seit September 2022, darunter auch die Mahsa-Amini-Proteste, festgenommene Frauen wurden in das Ghartschak-Gefängnis verlegt.

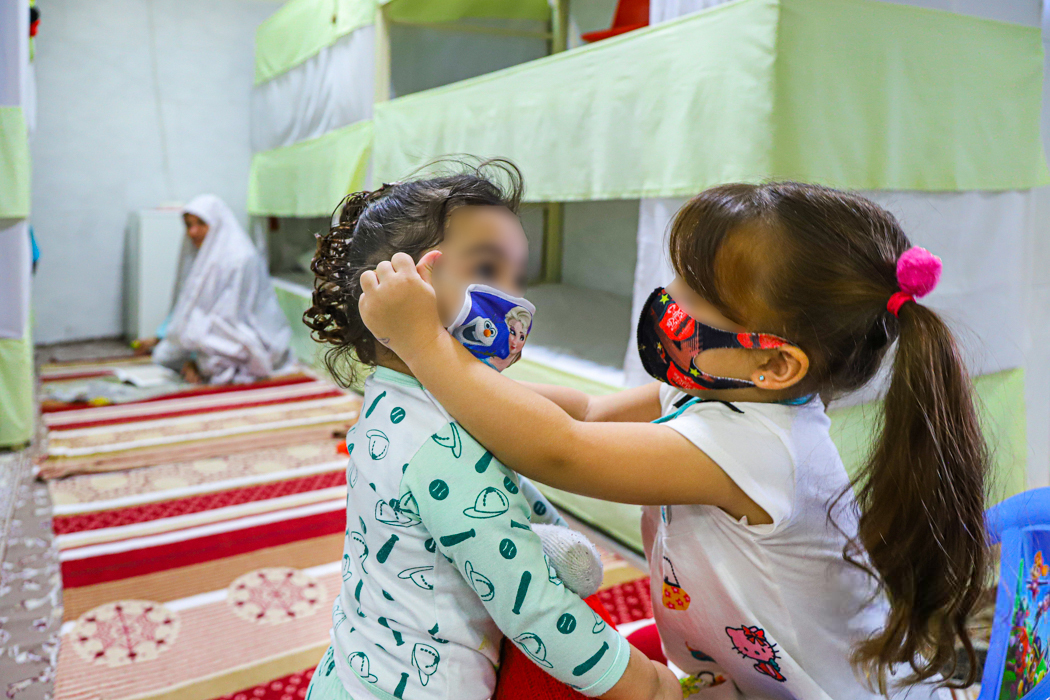
Kleinkinder im Ghartschak-Gefängnis; im Hintergrund betet eine inhaftierte Frau (Aufnahme von 2021).

Auch Säuglinge und Kleinkinder bleiben teils bis zum vierten Lebensjahr bei ihren inhaftierten Müttern. In dieser isolierten Umgebung erleben sie eine haftähnliche Sozialisation, geprägt ausschließlich durch weibliche Bezugspersonen. Die fehlende männliche Interaktion kann später zu Unsicherheiten im Umgang mit Männern führen.
Das Gefängnis steht international in der Kritik wegen schwerwiegender Mängel in Bezug auf Haftbedingungen und Menschenrechte. Die Vereinten Nationen bezeichneten die Haftbedingungen mehrfach als unmenschlich und forderten eine Überprüfung der Haftpraxis.
Während des Israelisch-iranischen Krieges wurden nach einem israelischen Luftangriff auf das Evin-Gefängnis Teile der weiblichen Gefangenen in das Ghartschak-Gefängnis verlegt. Menschenrechtsbeobachter warnten daraufhin vor einer Verschlechterung der Haftbedingungen, da das Ghartschak-Gefängnis als besonders überbelegt und hygienisch problematisch gilt. Eine ehemalige Gefangene beschrieb die Situation mit den Worten, es handle sich um ein „Höllenloch“ („hellhole“), was in internationalen Medien aufgegriffen wurde.
Die Vereinigten Staaten belegten das Gefängnis im Jahr 2020 mit Sanktionen gemäß dem Executive Order 13846, unter anderem wegen systematischer Verletzungen der Rechte von Gefangenen, darunter Folter, Verweigerung medizinischer Versorgung und Misshandlung politischer Gefangener.
Das Ghartschak-Gefängnis wird der Kontrolle des iranischen Revolutionsgerichtssystems zugerechnet und gilt als eine der am stärksten belasteten Einrichtungen im Land in Bezug auf internationale Menschenrechtsverstöße.